# Рамирес, Рейнальдо
Рейнальдо Антонио Рамирес Патиньо (исп. Reinaldo Antonio Ramírez Patiño; 13 мая 1935 — 26 июля 1996) — парагвайский спортивный стрелок. Участник летних Олимпийских игр 1972 и 1976 годов.

## Биография
Рейнальдо Рамирес родился 13 мая 1935 года.
В 1972 году вошёл в состав сборной Парагвая на летних Олимпийских играх в Мюнхене. В стрельбе из произвольной винтовки с трёх позиций с 300 метров занял последнее, 33-е место, выбив 1030 очков и уступив 125 очков завоевавшему золото Лоунсу Уиггеру из США. Стал худшим в стрельбе лёжа и с колена, но в стрельбе стоя обошёл на 3 очка Хесуса Элисондо из Мексики.
В 1976 году вошёл в состав сборной Парагвая на летних Олимпийских играх в Монреале. В стрельбе из мелкокалиберной винтовки с трёх позиций с 50 метров занял 55-е место, выбив 1015 очков и уступив 147 очков победителю Лэнни Бассхэму из США. Он опередил только двух стрелков из Сан-Марино — Итало Казали (1009) и Паскуале Раски (1001).
Рамирес стал первым спортивным стрелком из Парагвая, выступившим на Олимпийских играх.
Умер 26 июля 1996 года.